# Cerro de las Tres Cruces
Cerro tutelar de la ciudad de Cali, Colombia ubicado en el corregimiento de Montebello en el área rural del municipio. Está ubicado al noroccidente de la ciudad y tiene 1480 m s. n. m. En su cima se encuentran el monumento de las Tres Cruces, una estación de policía y varias antenas de telecomunicaciones.

## Monumento de las Tres Cruces
El ascenso empieza en el sitio conocido como Altos de Normandía, en el barrio Normandía; se suben aproximadamente 480 metros. Cada Semana Santa los feligreses suben hasta su cima como muestra de su fe.
El monumento se empezó a levantar en 1937, los planos y construcción estuvieron a cargo del ingeniero Argemiro Escobar y el maestro de obra Luis Felipe Perea.  La base tiene 420 m², la cruz central es la más grande con 26 m de altura y 11 m de ancho, mientras las cruces laterales tienen 22 m de altura y 8 m de ancho. 
El monumento de las Tres Cruces fue construido porque, según se cuenta, el diablo se apareció en el cerro y maldijo a los habitantes de Cali, así que para contrarrestar esta maldición un padre organizó la construcción de éstas para encerrarlo dentro del cerro mismo. Inicialmente estaban hechas en guadua pero posteriormente se hizo el cambio por las actuales de concreto.

### Historia

#### La leyenda del Buziraco
La leyenda cuenta que en el Cerro de La Popa en cartagena habitaba un demonio que se hacía llamar «Buziraco», en un oscuro bohío sobre la cima del cerro donde este demonio era adorado por indígenas y negros cimarrones. En ese lugar había una gran tina en donde joyas eran sumergidas para que el demonio las bendijera, en medio de sonidos de tambores, danzas, humo de tabaco y licor.
Cuando el monje agustino, Fray Alonso de la Cruz Paredes, llegó a cartagena en una misión encomendada por la virgen María observó que el demonio vivía en aquel lugar, donde la virgen le había encomendado construir una iglesia. El monje con ayuda del obispo de cartagena, Juan de Ladrada, juntó un grupo de hombres y subió al cerro donde expulsó al demonio, que se encontraba encarnado en ese momento en un Macho cabrío llamado <<Urí>>, tirándolo por el acantilado y rompiéndole los huesos. Al parecer lo que en realidad sucedió fue que el monje arrojó una estatua de oro del macho cabrío al mar, similar a la que hoy en día se encuentra en el Museo Eclesiástico de Cartagena.

#### El Buziraco llega a Cali
Después de haber sido expulsado de cartagena el Buziraco llegó a Cali, y extendió su poder por el cerro durante los siguientes 300 años desde la fundación de esta. Cuando llegaron a la ciudad dos frailes franciscanos, Fray Juan y Fray Vicente Cuesta, desde la Real Audiencia de Quito, oriundos de Quito o Cuenca. Los dos frailes rápidamente se mezclaron con la aristocracia y la política del sector, Fray Juan llegó a ser rector del Colegio de Santa Librada, logrando cierta fama por ello e incluso a tener roces con la comunidad por esa causa.

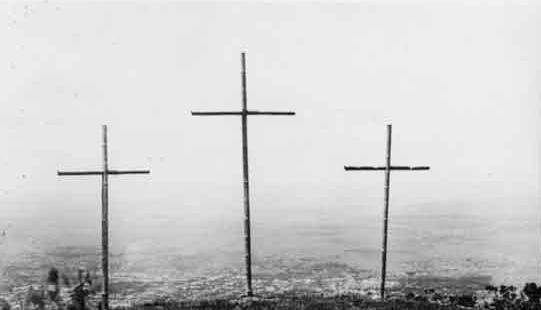
Foto de las Tres Cruces cuando eran de guadua.

Por esa época, en el año de 1837, Cali se vio inmersa en una ola de terror causada por múltiples muertes, la viruela, el dengue, la lepra, la prostitución, incendios, plagas y la falta de cosechas. El demonio se dejaba ver por los cielos como la figura de un murciélago gigantesco o como la sombra del diablo.
Fue así que, el 3 de mayo de 1837, los dos hermanos subieron en procesión llevando tres cruces de guadua adornadas con flores y ramas, con la idea de exorcizar al Buziraco por orden de la Arquidiócesis de Cali. Cuando las tres cruces fueron implantadas, una voz profunda surgió del cerro maldiciendo la ciudad. Los dos monjes continuaron cada 3 de mayo subiendo al cerro para renovar las cruces que mantenían cautivo al demonio hasta el año de 1850, pues en 1851 debieron abandonar la ciudad por haberse entrometido demasiado en política, los dos hermanos se dirigieron entonces hacía Santa Rosa de Ocopa en el Perú.

#### La liberación del Buziraco
Luego de la partida de los hermanos Cuesta, las procesiones continuaron de la mano de Fray Damián Gonzáles, quien continuó bendiciendo y llevando las cruces de guadua a la cima del cerro. Luego de la muerte de este los habitantes del barrio Santa Rosa, recolectaban fondos cada año para financiar la procesión. Estas nuevas procesiones eran ambientadas por la banda Palo Alto quien recorría las calles con la procesión y luego todos en caravana subían hasta el cerro, cuando aún no existía camino alguno, en un animo de festejo y alegría.
La tradición siguió más o menos igual, aunque con mucho menos fervor que en los tiempos iniciales, hasta que el 7 de junio de 1925 un terremoto de 6.8 en la Escala de richter sacudió la ciudad. Este temblor se atribuye a la liberación del Buziraco quien tumbó las cruces de guadua y derribo otras iglesias de la ciudad, de esta forma el ancestral demonio retornó a la ciudad con fuerza renovada.

#### Reconstrucción de las Tres Cruces
Al acercarse la celebración del cuarto centenario de la ciudad, y cien años desde que los hermanos cuesta ubicaron las primeras tres cruces de guadua, el Padre Marco Tulio Collazos realizó la iniciativa para construir las Tres Cruces en hierro y cemento. La cruz central se comenzó a construir el 26 de mayo de 1937 y se finalizó el 31 de diciembre de ese año. Para su construcción se gastaron 30.000 litros de agua y el precio total fue de 10 000 COP$ de la época, el ingeniero encargado de la obra fue Argemiro Escobar, y el maestro de obra fue Luis Felipe Perea. La obra completa se concluyó el 6 de enero de 1938 con las otras dos cruces, atrapando finalmente al Buziraco.

### La estructura
El monumento se encuentra a 1.465 m s. n. m. y cuenta con una base de 420 m². La cruz central es la más grande, tiene 11 m de ancho y 26 m de altura, las cruces laterales constan de 22 m de altura y 8 de ancho.